# 費瑟·本·穆賽義
費瑟·本·穆賽義（阿拉伯语：‎，1944年4月4日—1975年6月18日）是沙烏地阿拉伯王族和罪犯，同時也是沙烏地阿拉伯國王費瑟·本·阿卜杜勒-阿齊茲·阿紹德的侄子。1944年4月4日，費瑟·本·穆賽義在利雅德出生，是親王穆薩伊德·本·阿卜杜勒阿齊茲·沙特的次子，隸屬拉什迪王朝和沙烏地王朝兩大家族。
1975年3月25日，費瑟·本·穆賽義刺殺費瑟·本·阿卜杜勒-阿齊茲。關於他的刺殺動機並不清楚，最初其被視為「精神錯亂」，但最終被宣布適合接受審判。6月18日，伊斯蘭法院根據報復法，判處費瑟·本·穆賽義死刑。同日，費瑟·本·穆賽義在利雅德一處公共廣場斬首。